# Логвинове (зупинний пункт)
Ло́гвинове — пасажирський залізничний зупинний пункт Лиманської дирекції Донецької залізниці.
Розташований за 5 км від с. Троїцьке, Сіверськодонецький район, Донецької області на лінії Микитівка — Попасна між станціями Роти (8 км) та Попасна (15 км).
Через військову агресію Росії на сході України транспортне сполучення припинене.